# Ellekappa
Laura Pellegrini (Roma, 12 de noviembre de 1955), más conocida bajo el nombre artístico de Ellekappa, es una dibujante de cómics, dibujante editorial e ilustradora italiana.

## Vida y carrera
Nacida en Roma, Pellegrini se graduó en una escuela de moda para estilistas antes de trabajar como empleada en una oficina ministerial. Primero cercana al anarquismo y más tarde al Partido Comunista Italiano, hizo su debut cómico en la revista política Città futura. Desde entonces colaboró con numerosos periódicos y revistas de alto perfil, en particular Corriere della Sera, [La Repubblica]], L'Unità, Il manifesto, Il Male, Linus, Cuore, Tango y Noi donne. También trabajó como escritora colaboradora en varios programas satíricos, en particular Striscia la notizia y Drive In.
Los temas principales de las caricaturas de Ellekappa, generalmente en blanco y negro, son dos personas, a menudo mujeres, que discuten los eventos cotidianos en un tono duro y amargo, en un diálogo que generalmente consta de solo dos líneas.  En 2007, recibió el Premio Flaiano de sátira.